# البلاتين في إفريقيا
يتم إنتاج معدن البلاتين ومجموعة البلاتين في إفريقيا في دولتين هما: زيمبابوي  وجنوب إفريقيا.

## جنوب إفريقيا

شعار شركة إمبالا للبلاتين القابضة المحدودة.

هناك شركات رائدة في العالم تنتج البلاتين في جنوب إفريقيا، وهي:
- الشركة الأنجلو أمريكية للبلاتين.
- إمبالا للبلاتين.
- أكواريوس للبلاتين.
- شركة القوس قزح الإفريقي للمعادن.

## زيمبابوي

شعار الشركة الأنجلو أمريكية للبلاتين المحدودة.

الشركات العاملة في التنقيب عن البلاتين هي:
- زيمبابوي للبلاتين.[3]
- إمبالا للبلاتين.
- الشركة الأنجلو أمريكية للبلاتين.